# سفارة جنوب إفريقيا في روسيا
سفارة جنوب أفريقيا في روسيا هي أرفع تمثيل دبلوماسي لدولة جنوب أفريقيا لدى روسيا. تقع السفارة في موسكو وهي تهدف لتعزيز المصالح الجنوب أفريقية في روسيا.

## وصلات خارجية
- قائمة سفارات جنوب أفريقيا
- قائمة السفارات في روسيا